# Minifon

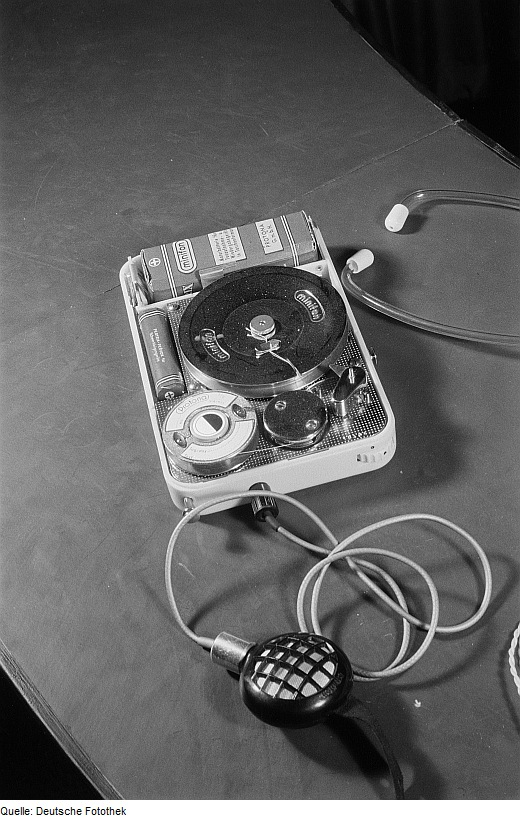
Minifon 51

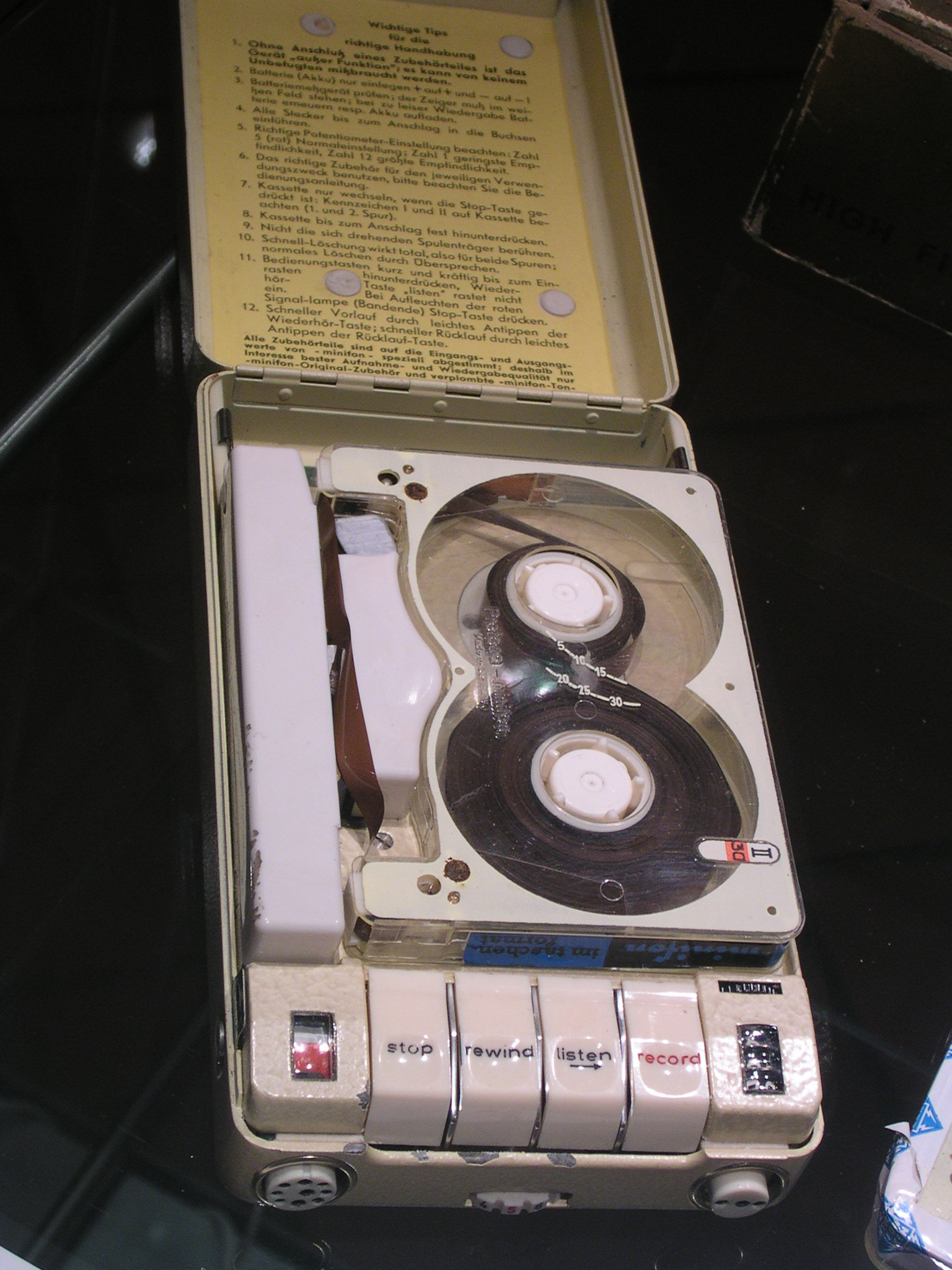
Minifon Attaché

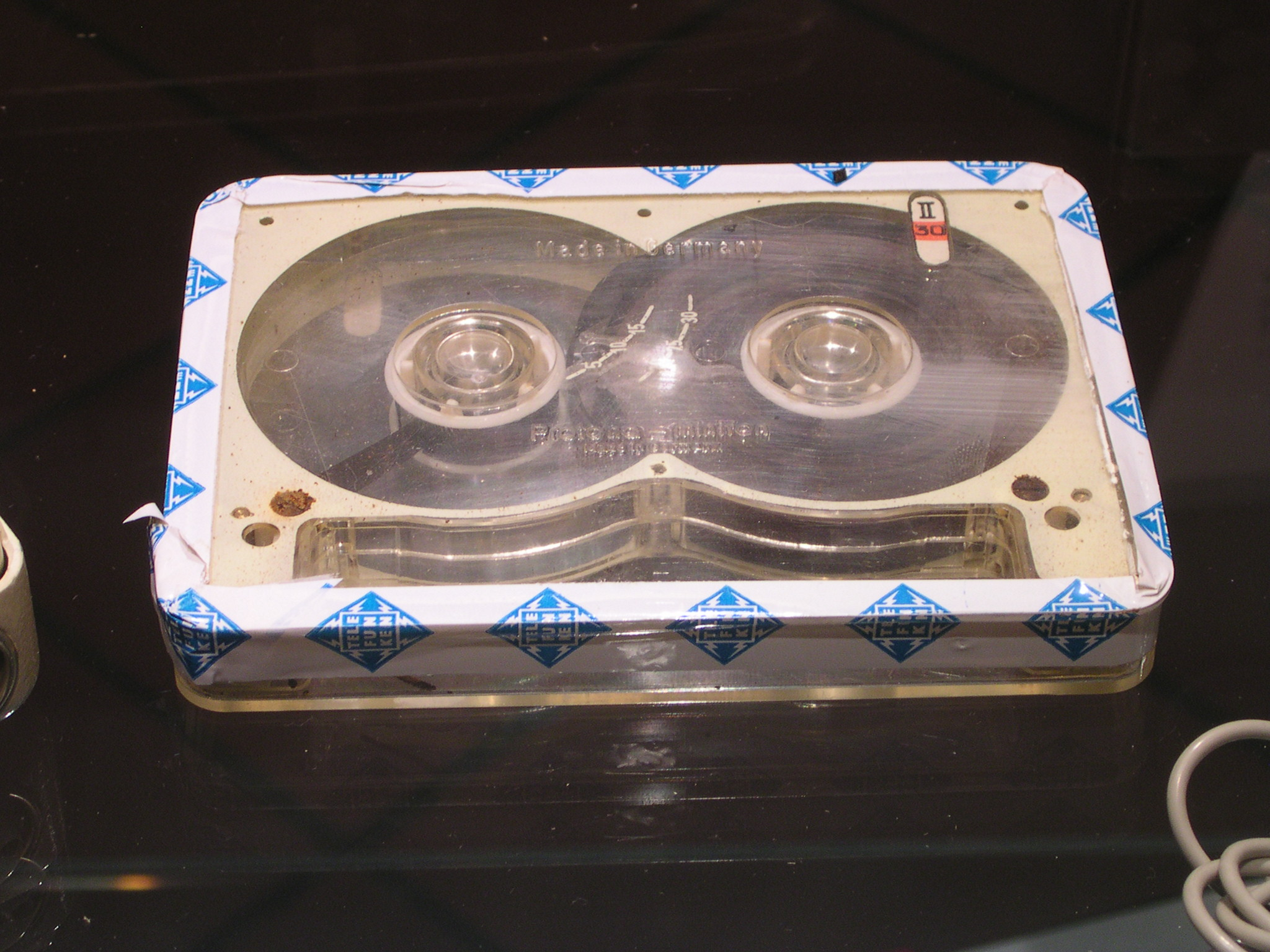
Tonbandkassette

Das Minifon von Protona Monske war ein in den 1950er Jahren hergestelltes, batteriebetriebenes Miniatur-Tonbandgerät.

## Geschichte
Das Gerät wurde vom deutschen Elektroingenieur Willi Draheim ab 1948 entwickelt. Als Finanzier konnte er den Geschäftsmann Nikolaus Monske gewinnen und ein Labor in Faßberg einrichten. Zusammen mit Ernst Genning entwickelte Draheim das Minifon innerhalb von zwei Jahren zum fertigen Produkt.
Ursprünglich als Diktiergerät konzipiert, waren die ersten Modelle („M51“, „M53“, „P55“) noch mit Miniaturröhren aufgebaut, hatten bis zu drei Batterien (Röhrenheizung, Röhrenanode, Motor) und zeichneten auf Tondraht auf. Spätere Modelle („attaché“, „hi-fi“) arbeiteten mit Germanium-Transistoren, hatten daher nur noch eine Batterie (12 Volt, wahlweise NiCd-Akku) und verwendeten wendbare Halbspur-Tonbandkassetten (Vorläufer des Kassettenrekorders). Es zeigte sich, dass der Absatz der Tondraht-Geräte bis zum Ende der Minifon-Produktion zu Gunsten der Kassettengeräte abnahm.
Die Kassetten wurden mit Aufnahmedauern von 12, 30 und 60 Minuten angeboten, die Tondrahtmodelle jedoch mit 2–5 Stunden Aufnahmedauer. Die Kassette war (wie bei anderen Herstellern auch) eine Eigenentwicklung, die durch die Kompaktkassette von Philips erhebliche Konkurrenz erfuhr.
Aufgrund ihrer geringen Baugröße wurden Minifone u. a. zu Spionagezwecken eingesetzt. Dafür wurde reichhaltiges Zubehör angeboten, etwa als Armbanduhr oder als Krawattennadel getarnte Mikrofone oder auch kleine Induktionsspulen, die Telefongesprächsmitschnitte über das Streufeld des Differentialtransformators der damaligen Telefonapparate gestatteten. Die Werbung für das Minifon ging auf diese Nutzungsart und das Zubehör besonders ein.
Die verschiedenen Varianten des Minifons wurden von 1951 bis 1962 von Protona angeboten. Nach einem Konkurs 1953 übernahm der Liechtensteiner Geschäftsmann Reinhold Stach mit zwei weiteren Investoren das Unternehmen. Als Stach nach kurzer Krankheit 1962 verstarb, veräußerte seine Witwe das Unternehmen im August 1962 an Telefunken, wo die Produktion bis 1964/65 fortgeführt wurde. Danach wurden bis 1967 nur noch Geräte aus umfangreichen Lagerbeständen zusammengebaut.

## Tondraht
Der Tondraht bestand aus Stahl mit Durchmessern von 0,05 und später auch 0,04 mm. Laut Bedienungsanleitung sollte man gerissenen Tondraht mit einem Schifferknoten reparieren. Der Tondraht im Mi 51 (ab 1951) zeichnete in einem Frequenzband von 200–4000 Hz auf, bei späteren Modellen je nach Drahtgeschwindigkeit 200–3500 Hz oder 150–6000 Hz. Das Frequenzband hing auch von der Aufzeichnungsgeschwindigkeit ab, je nach Gerät konnte auf eine Spule 2½ bis 5 Stunden aufgezeichnet werden.
Tondraht kann lediglich in Mono aufnehmen und eignet sich aufgrund des schmalen Frequenzbandes vorwiegend für Sprachaufzeichnung.

Minifon special S, gebaut zwischen 1960..62
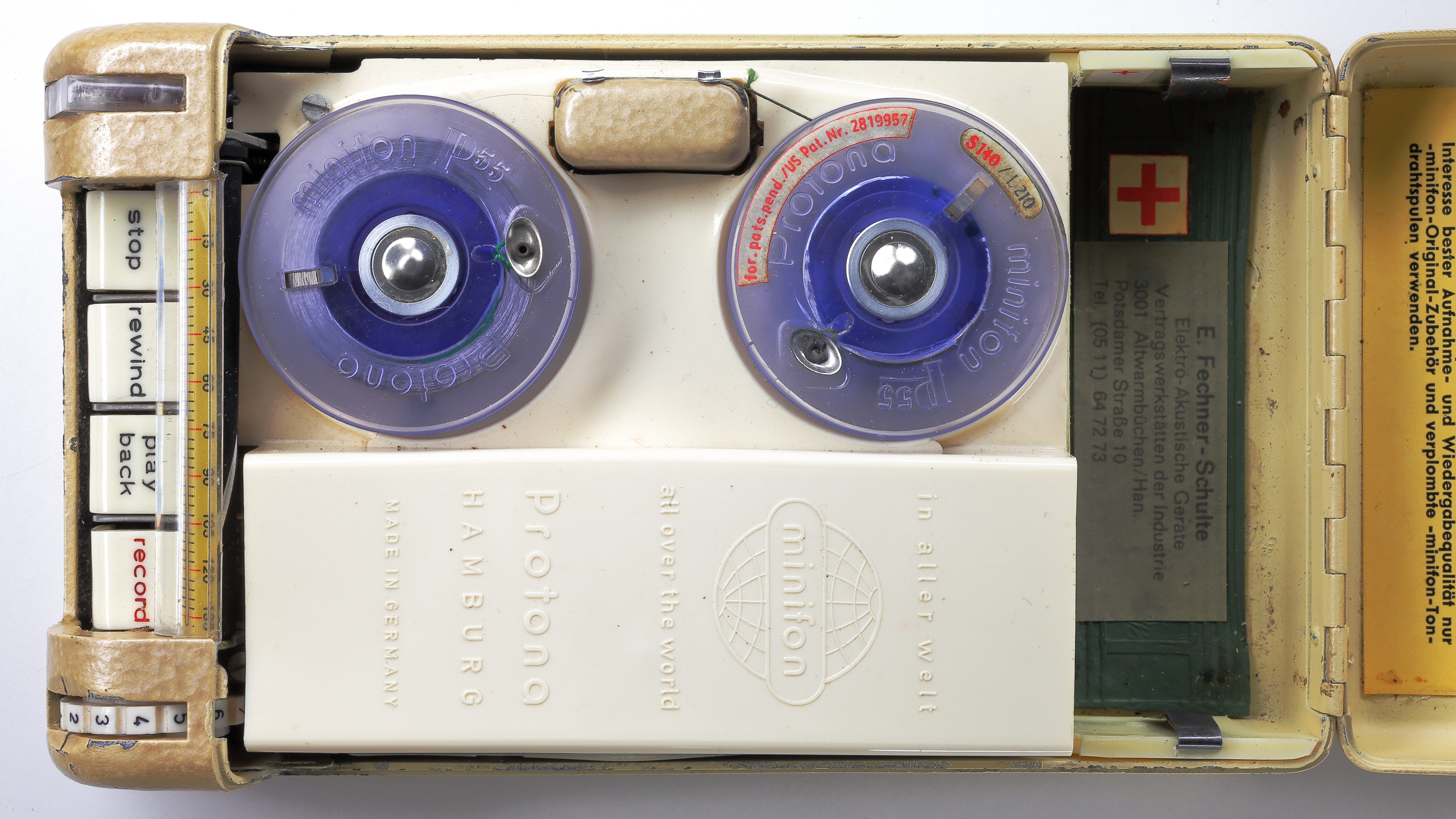
Innenansicht des mit Bedientasten (links), Spulen für den Tondraht (blau), Tonkopf für Draht (oben, zwischen den Spulen) und Batteriefach (rechts, ohne Batterie)
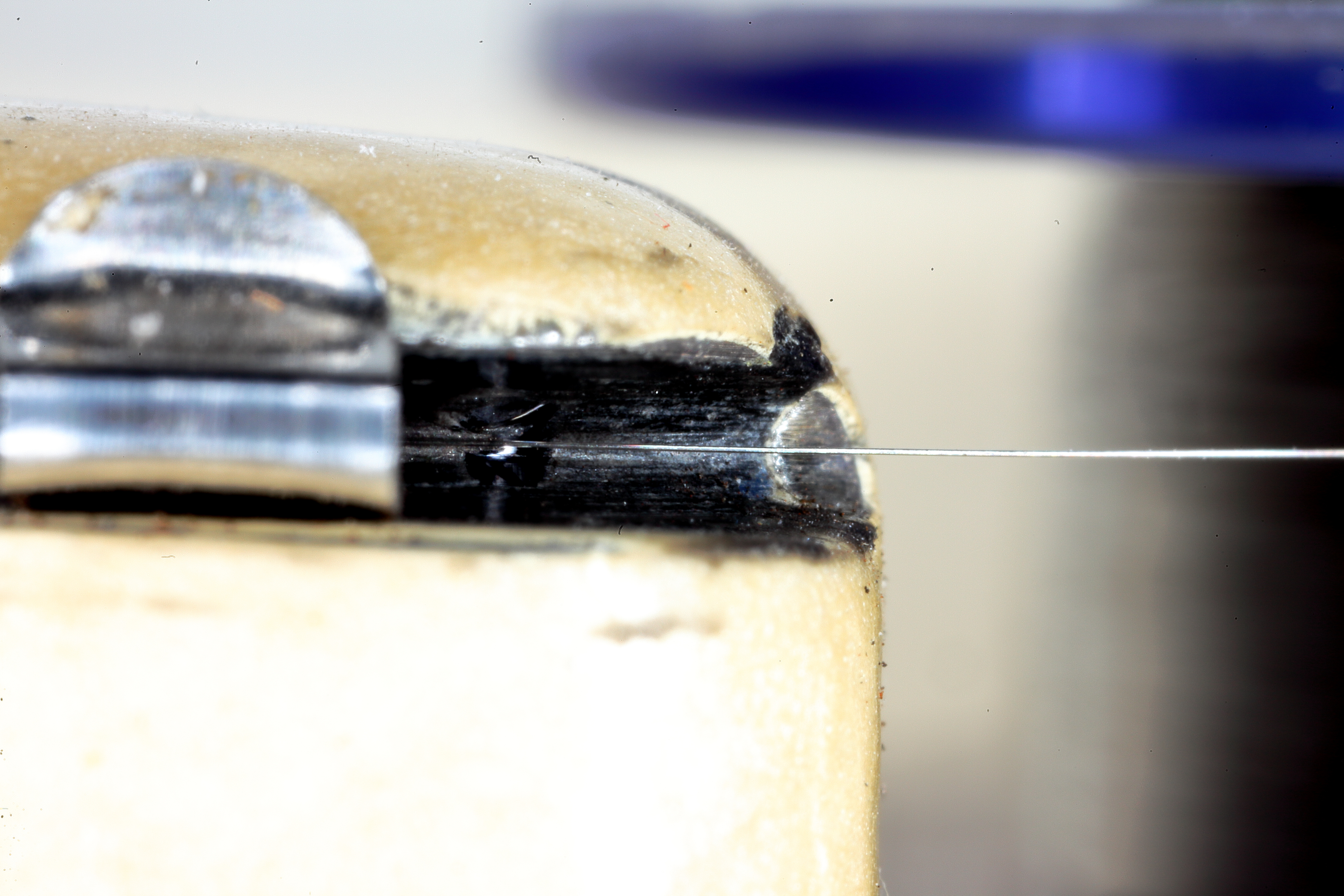
Aufnahmedraht, der in den Tonkopf einläuft
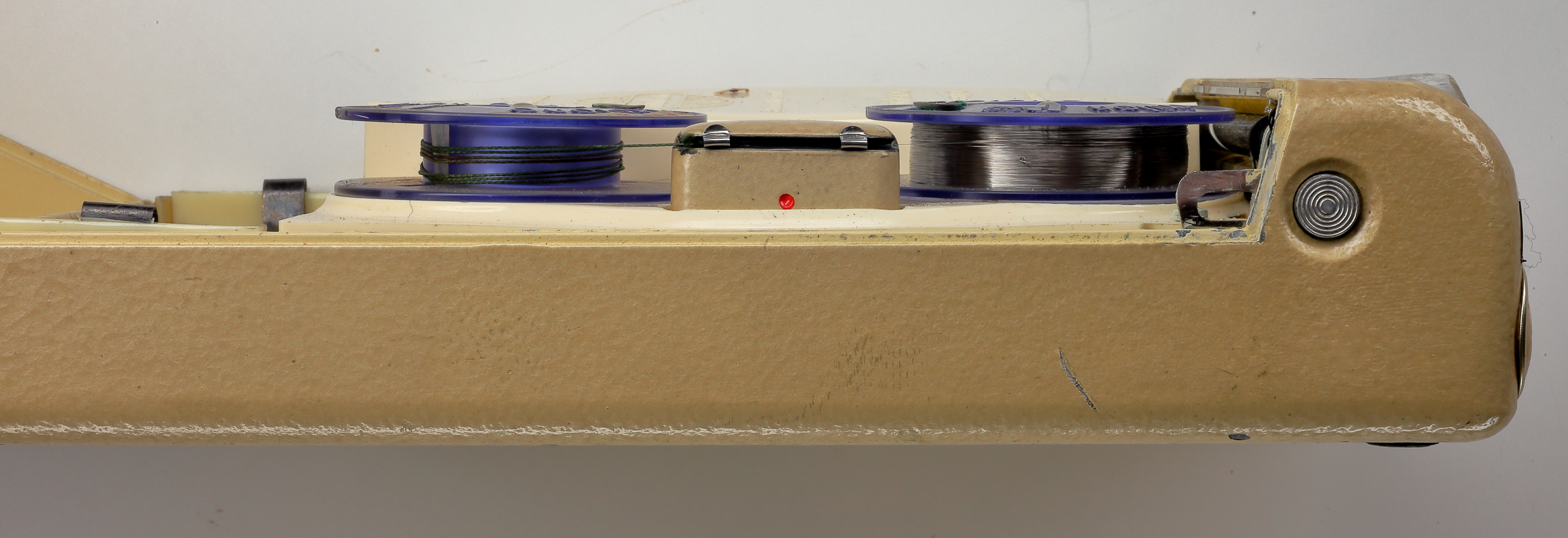
Tonkopf (zwischen den Spulen) und Spulen in der Seitenansicht
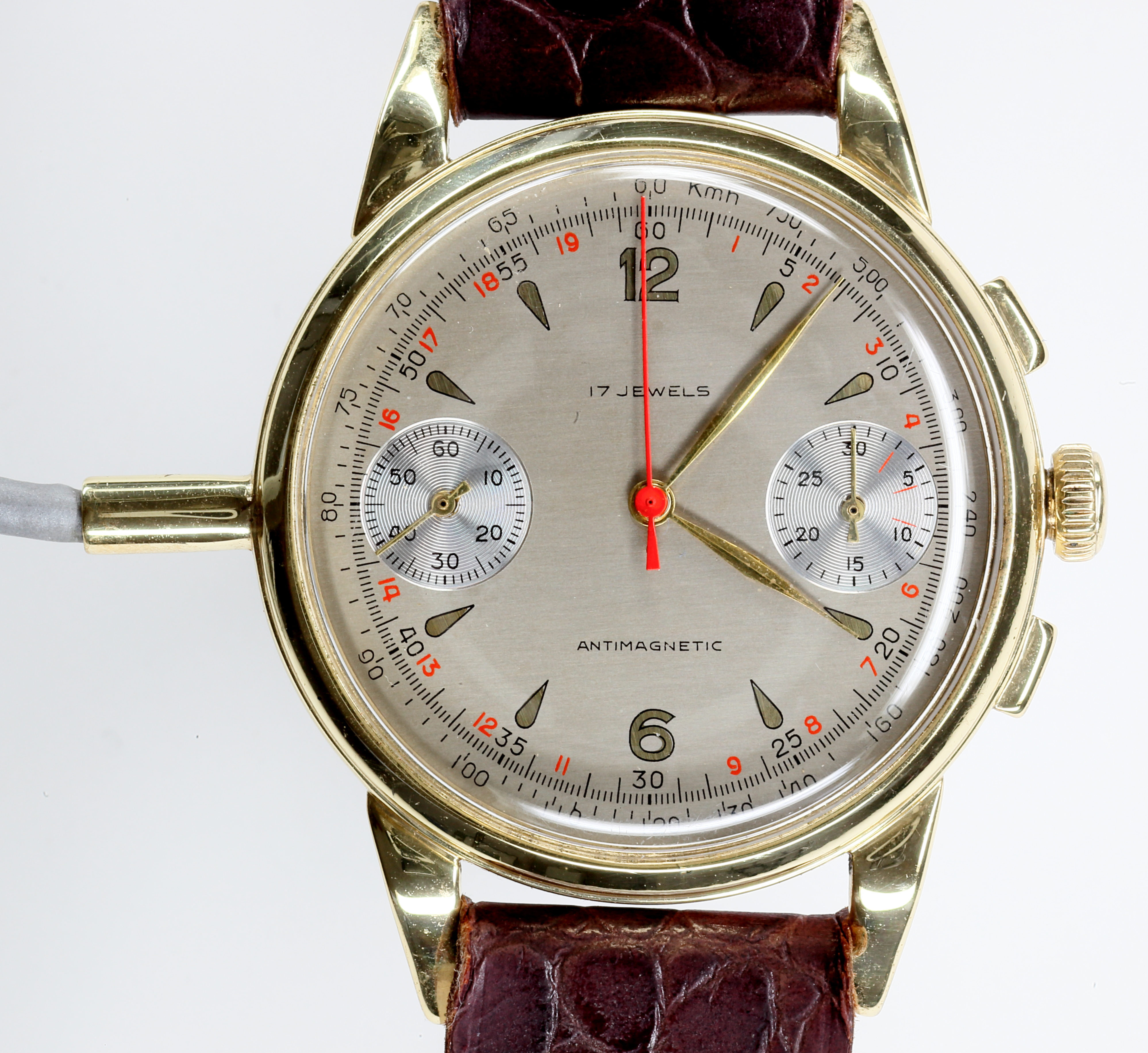
Uhrenattrappe mit Mikrofon. Das Gehäuse enthält nur das Mikrofon, für ein Uhrwerk war kein Platz mehr. Daher zeigt die Uhr auch stets die gleiche Zeit an.

## Trivia
Der australische Luftfahrttechniker David Warren, der Erfinder des Flugschreibers („Black Box“), konstruierte seinen ersten Prototyp durch Modifikation eines Minifons nach einer zunächst völlig rätselhaften Absturzserie von damals hochmodernen De Havilland DH.106 Comet-Strahlflugzeugen in den Jahren 1953 und 1954.